# San Isidro (Bolívar)
San Isidro, también llamado San Isidro Labrador, es el centro poblado más poblado del Municipio de El Carmen de Bolívar, en Colombia. Hace parte de la región de los Montes de María. Está situada en la llamada Alta Montaña Montemariana a una distancia de 15 km de las cabeceras municipales del Carmen de Bolívar y de San Jacinto. Su mayor atractivo es la Represa Santa Elena.
Limita al norte con el municipio San Jacinto (Bolívar), específicamente con el centro poblado Arenas; al sur con el centro poblado Caracolí Grande y al occidente con la vereda Huamanga. 

## Características generales

### Topografía
El centro poblado San Isidro Labrador presenta en su extensión territorial zonas montañosas y onduladas típico de los Montes de María. En ella se encuentra diferentes arroyos (San isidro y Arenas) que desciende de la Cuchilla de Cansona y otros accidentes geográficos.

### División territorial
Además, del centro poblado San Isidro. Tiene bajo su área de influencia los centros poblados: Arroyo Arenas y Santa Elena, y las veredas: Ojo de Agua, El Valguero, La Sierra de San Isidro, Real Alférez.

### Climatología y temperatura
El clima que se da en San Isidro es un clima tropical con lluvias regulares entre abril, julio, septiembre y noviembre. La humedad es de alrededor del 70% y la temperatura promedio es de 25 °C, estas condiciones son típicas de las sabanas de Bolívar.

## Economía local
En la actualidad la economía local de San Isidro Labrador de basa en la agricultura con la siembra y producción de Ñame Espino, Ñame Diamante, Ñame Criollo, Aguacate, Maíz y variedad de frutas.

## Masacre de San Isidro y Caracolí
En la madrugada del 11 de marzo de 1999 un grupo 35 paramilitares de las Autodefensas Unidas de Colombia (AUC) llegó al centro poblado San Isidro, en el Carmen de Bolívar. Allí, con lista en mano y un hombre que señalaba a las víctimas, retuvieron a un civil y lo llevaron hasta la entrada del centro poblado Caracolí donde lo mataron. A las siete de la mañana, Rodrigo Mercado Pelufo, alias ‘Cadena’, quien estuvo al mando de la masacre, ordenó instalar un retén ilegal en el que detuvo a todos los vehículos y asesinó a ocho personas.
En San Isidro, los paramilitares sacaron de su casa al tendero Juan José Arrieta, lo amarraron y lo obligaron a subir a una camioneta. Cuando su hijo, Leonard José, se dio cuenta de la situación intentó huir por el patio, pero los ‘paras’ le dispararon en un pie. El cuerpo de Juan fue hallado debajo de puente en la vía que conduce a Caracolí. 
Esta masacre fue planeada por los exjefes paramilitares del Bloque Norte, Salvatore Mancuso y Rodrigo Tovar Pupo, alias ‘Jorge 40’, como parte de su estrategia de expansión territorial de las AUC en los Montes de María y apropiarse de las rutas del narcotráfico en la zona. Cabe destacar, que estos dos desmovilizados están postulados a la Ley de Justicia y Paz y ya aceptaron su responsabilidad en los hechos.